# Hågelby gård
Hågelby hus i Hågelbyparken ligger vid östra sidan om sjön Aspen i Botkyrka socken i Botkyrka kommun. Förbi Hågelbyparken går länsväg 258 (Hågelbyleden) mellan Tumba och Alby. Gården har åtminstone medeltida ursprung, men många av de nuvarande byggnaderna och parken tillkom under åren 1911–1922 på initiativ av telefonfabrikören Lars Magnus Ericsson och hans fru Hilda.
Huvudbyggnaden gestaltades i klassicistisk stil. Flera av gårdens byggnader konstruerades av armerad betong, som var en nyhet för Sverige. Enligt en kulturhistorisk värdering och klassificering som utfördes år 2008 av Stockholms läns museum uppfyller de flesta byggnader kraven för "Särskilt värdefull byggnad enligt kap 3 § 12 PBL". Hågelby ägs sedan 1964 av Botkyrka kommun. Sedan 1975 är Hågelby en park för allmänheten.

## Historik

### Äldre historik

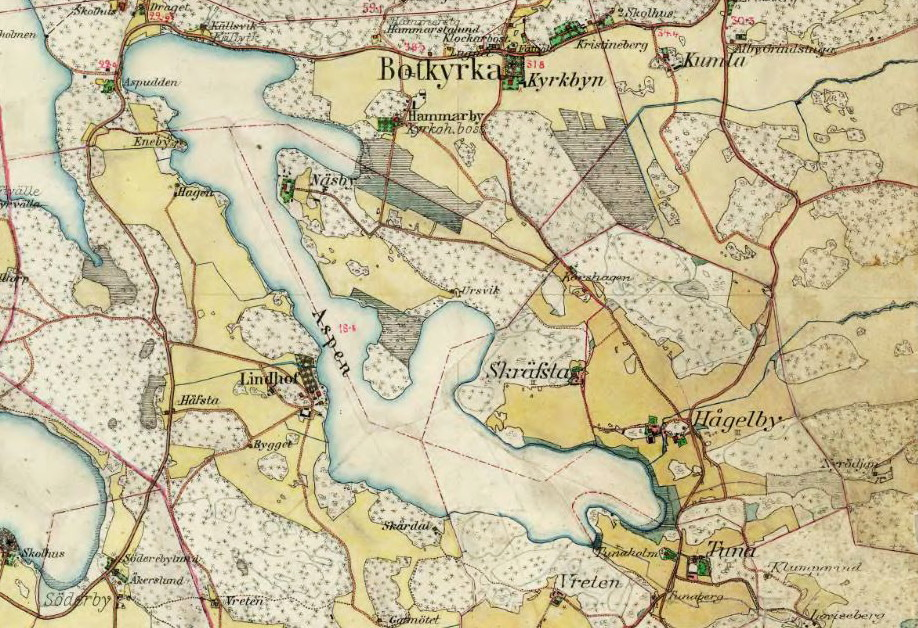
Hågelby, häradskarta 1901.

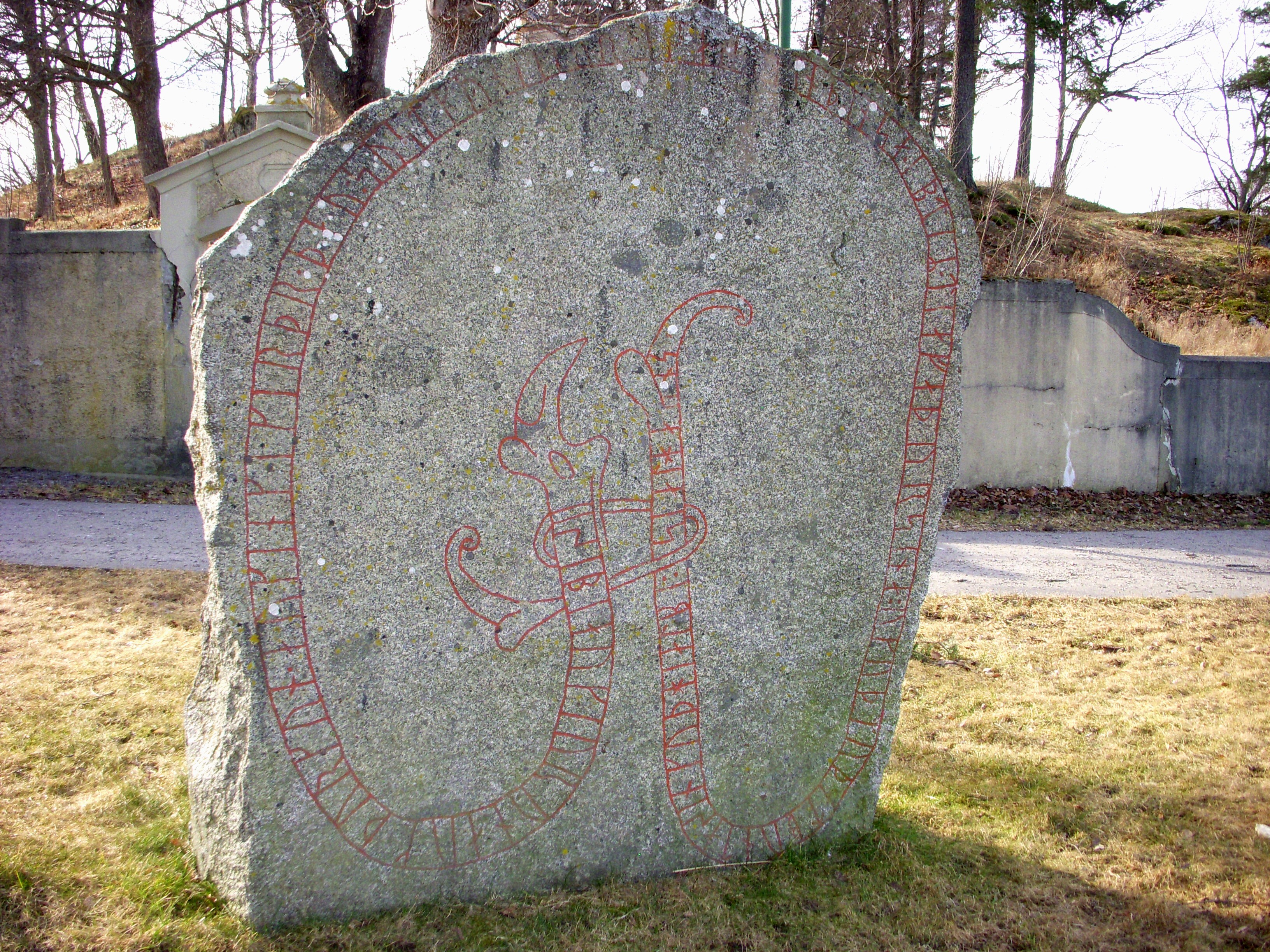
Runstenen Sö 288 vid infarten.

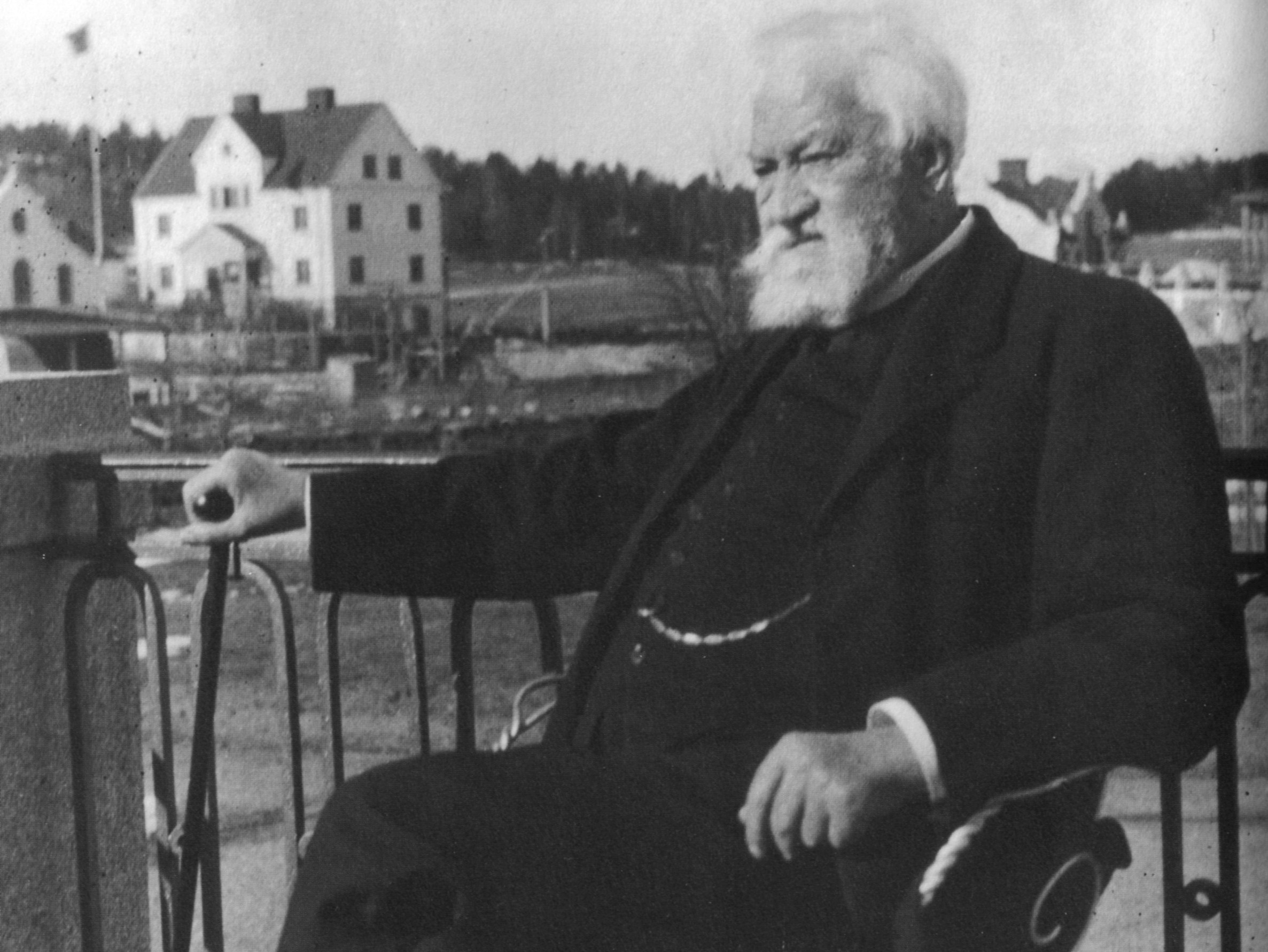
Lars Magnus Ericsson på Hågelby, 1926.

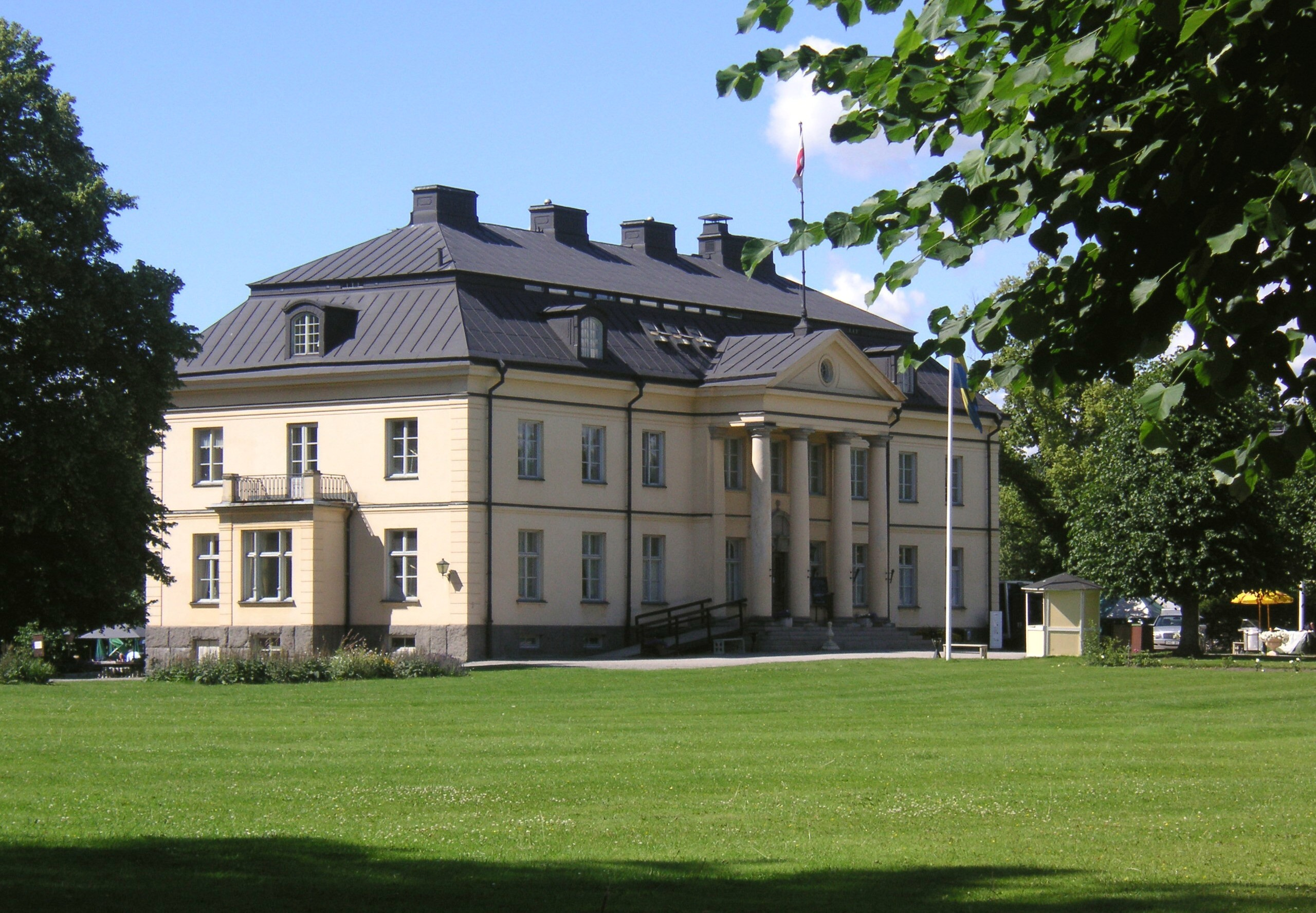
Hågelby hus, fasader mot sydöst, 2007.

Under bronsåldern fanns redan de första människorna i Hågelby-Skrävsta området. Från järnåldern finns flera gravfält bevarade och från yngre järnåldern berättar runstenen Sö 288 som står intill parkeringsplatsen. Stenen är flyttad men står nära sin ursprungsplats. Den bär följande inskription: "Sibbe och Jorun och Torgun och Ingegärd de syskonen läto resa denna sten efter Tjarve sin fader och Gudmod efter sin make. Gud hjälpe själ hans."
Första gången Hågelby nämns i skrift är år 1331. Det gamla namnet, Hogslaby, lever kvar i en liten järnåldersby nära Aspens strand, där Botkyrka kommun bedriver verksamhet. Den äldsta bevarade kartan från 1636 visar ett Hågelby bestående av två gårdar på var sida om en å (Älvestabäcken). Under slutet av 1800-talet genomfördes laga skifte. Hågelbys gårdar, som då ägdes av överståthållaren baronen Thure Gustaf Rudbeck, fick ligga kvar på den gamla byplatsen, medan Skrävsta gårds bytomt delades och en utflyttning följde. Skrävstas ägare var vid den tiden häradshövdingen Carl-Axel Rönquist. Rönquist hade tagit initiativ till skiftet, eftersom han ville ha sina ägor mera sammanhängande. Efterföljande kartor visar att byn behåller ungefär samma struktur fram till 1906 då L.M. och Hilda Ericsson förvärvade stället och omdanade Hågelby bytomt helt.

### Hilda och L.M. Ericssons Hågelby
Hilda och Lars Magnus Ericsson flyttade till gården 1916. Innan dess bodde de på närbelägna Alby gård, som de hade köpt 1895 och byggt om till ett modernt lantbruk. 1906 köpte de Hågelby för att där skapa ett helt nytt område med byggnader och en park. På platsen låg några gårdar, som de lät riva och 1911–1922 skapade de det nuvarande Hågelby. Det nya Hågelby placerades på läget för den östra gården som därmed försvann helt, medan enstaka byggnader från den västra bevarades till en början. På kullarna norr om gården tillkom ett vattentorn med utsiktsplats och mot söder ett ekotempel men de lät de fornlämningar från järnåldern som ligger där vara kvar. 
Gården byggdes upp som ett traditionellt säteri med herrgårdsbyggnad och byggnader för djurhållning, vagnar, redskap, förvaring och arbetarbostäder. Han prövade nya tekniska lösningar för bland annat uppvärmning, gårdens kretslopp och jordbruksredskap. Gården hade en egen kraftstation och var självförsörjande på elektricitet ända in på 1930-talet. 
Ericsson hade även ett arkitektoniskt intresse och byggnaderna utformades till stor del av honom själv, en del av armerad betong vilket var en nyhet i Sverige. Tekniken att gjuta med armerad betong var under utveckling och den praktiska användningen på Hågelby tyder på att Ericsson själv experimenterade med det nya byggnadsmaterialet och fann unika lösningar.
Flera av gårdens byggnader uppfördes däremot i tegel, men ofta med detaljer i betong. Exempel på tegelbyggnader är huvudbyggnaden, annexen, vagnslidret, stenvillan, magasinet, ladugården och de båda orangeribyggnaderna. Mot väst och infarten begränsas egendomen av en hög mur i rusticerande stil med medeltidsinspirerade hörntorn.
Paret Ericsson lät även anlägga en park med spegeldamm och diverse fruktträd. För pollinering och honungsproduktion fanns en egen bigård. Redan 1916 överlät Hilda och Lars Magnus Ericsson gården till sin dotter Anna Giertz. Lars Magnus avled 1926 på Hågelby efter en hjärnblödning.
I Botkyrka kommuns kulturmiljöinventering från 1988 omnämns Hågelby som "en mönstergård med upprustat lantbruk och nya byggnader i klassicistisk stil". Särskilt poängteras betongarkitekturen och L.M. Ericssons betydelse för utvecklingen av denna byggnadsteknik.

#### Huvudbyggnad och parken
Eriksson ritade ett flertal av gårdens byggnader själv, men för bland annat huvudbyggnaden anlitade han arkitektkompetens, vars fasader gestaltades av Hjalmar Cederström & Uno Borg arkitektkontor i Stockholm.
Huvudbyggnadens stomme är uppförd av tegel, betong och trä. Fasaderna är slätputsade med rusticerade hörn och horisontella lister ovan plan 1 och plan 2. Mot öst (entrésidan) märks ett centralt utskjutande entréparti krönt av en fronton med tympanon, som bärs upp av klassiskt uppbyggda kolonner, pelarnas bas utförda i slätputs med sandsten i bas och krön. Mot väst domineras byggnaden av en centralt placerad altan samt tre franska balkonger ovan i plan 2. Taket är utformat som ett mansardtak.
Parken som omger huvudbyggnaden är barockinspirerad. En huvudaxel går från grindöppningen ända ner mot sjön Aspen. Fram till huvudbyggnadens fasad förstärks axeln av en lindallé. Bakom byggnaden ligger stor gräsyta som kantas av raka grusgångar, låga häckar och lindar. I mittaxeln märks en cirka 140 meter lång kanal som breddas till en mindre damm. Här rinner vattnet från Älvestaån som avvattnar sjön Aspen till Tullingesjön.

## 1920-talet och framåt

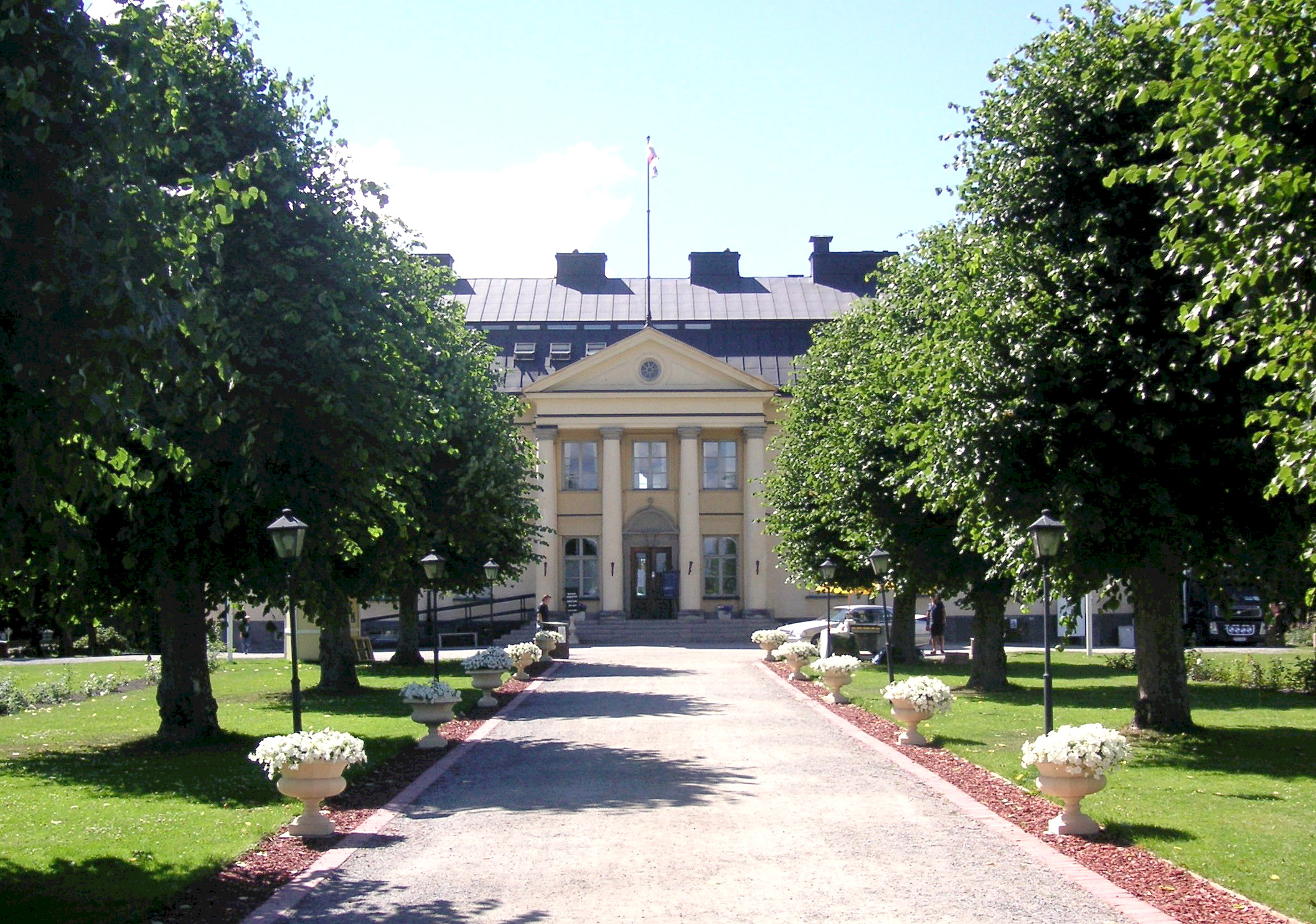
Hågelby gård, allén på sommaren 2007.

Efter L.M. Ericssons död sköttes gården av dottern Anna och svärsonen Knut Harald Giertz. Med hjälp av trädgårdsarkitekten Sven Hermelin omdanade Anna Giertz trädgården. Under åren 1940–1955 stod huvudbyggnaden periodvis tom, men användes därefter som arkitektkontor av Annas son Lars Magnus Giertz under en tioårsperiod. Från 1959 arrenderades lantbruket ut till Bengt-Olof Bergström, inspektor på gården sedan 1950. 
Hågelby inköptes av Botkyrka kommun 1964.
Under 1970-talet rustades gården upp med AMS-medel och fick en ny inriktning som folkpark, genom det kommunstiftade bolaget Hågelbyparken AB (sedan 2019 ingår Hågelbyparken i Upplev Botkyrka AB tillsammans med Subtopia och Lida Friluftsgård). Sedan 1975 är Hågelby en folkpark med konferens, café, 4H-gård, hantverksbod och en museal lanthandel. I Klockhuset, som ursprungligen var gårdens vagnslider finns Café Anna Giertz, döpt efter Hilda och Lars Magnus Ericssons dotter som levde här innan Botkyrka kommun köpte gården. I den barockinspirerade trädgården finns promenadstigar, stora gräsytor, lekplats, fågelholksafari, dansbana och stor scen under tälttak, vattenfall, ekotempel, orangeri och liknande. 
Delar av nuvarande parken är anlagda av trädgårdskonstnären Helge Lundström. Hågelbyparken har som enda folkpark fått utmärkelsen "Årets Folkpark" två gånger, 1989 och 2000. Sommaren 2007 korade Radio Stockholms lyssnare Hågelbyparken till "Bästa sommarscen". I Hågelbyparken finns en dansbana och scen där olika evenemang genomförs.

## Bilder

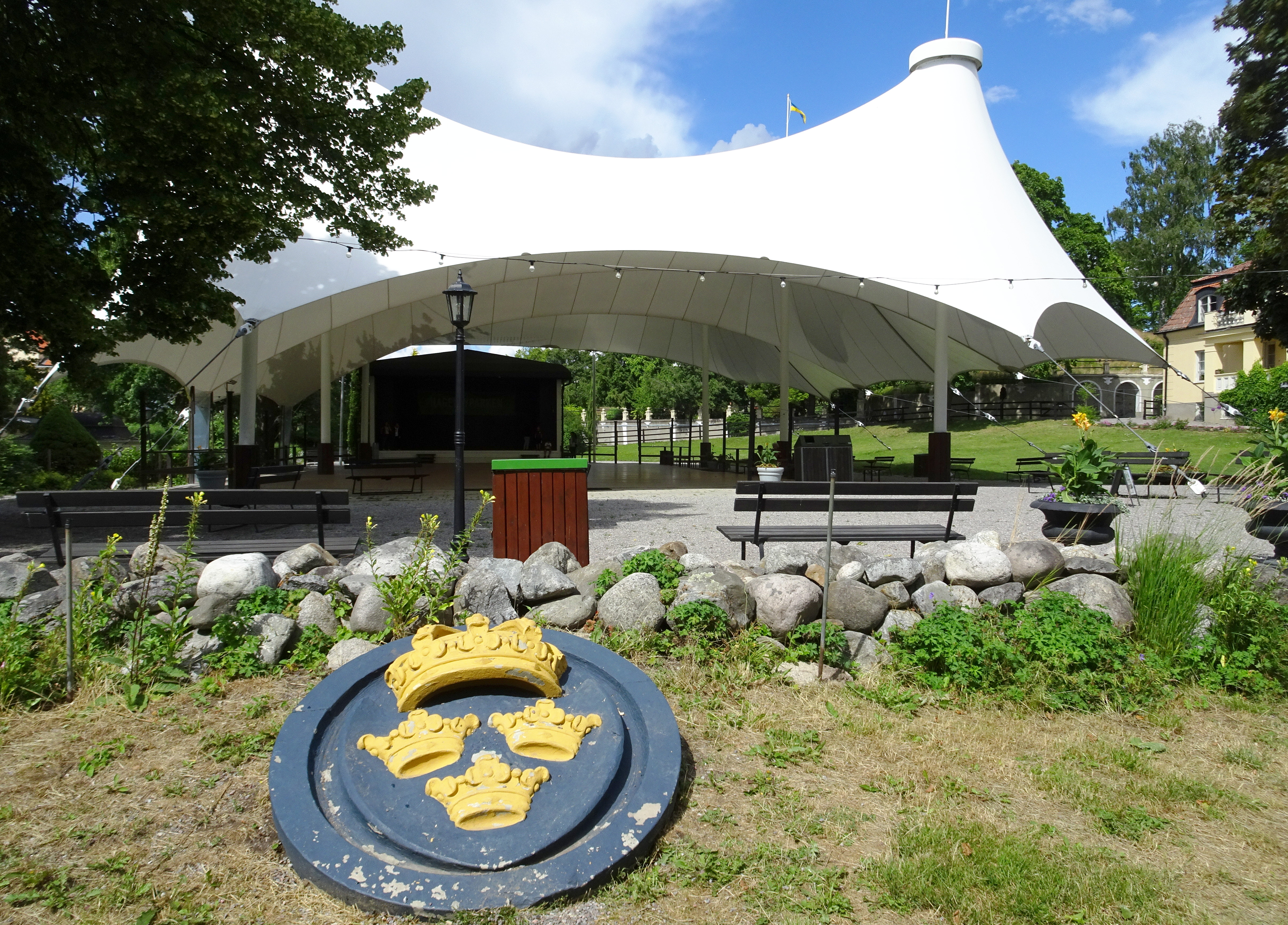
Dansbana
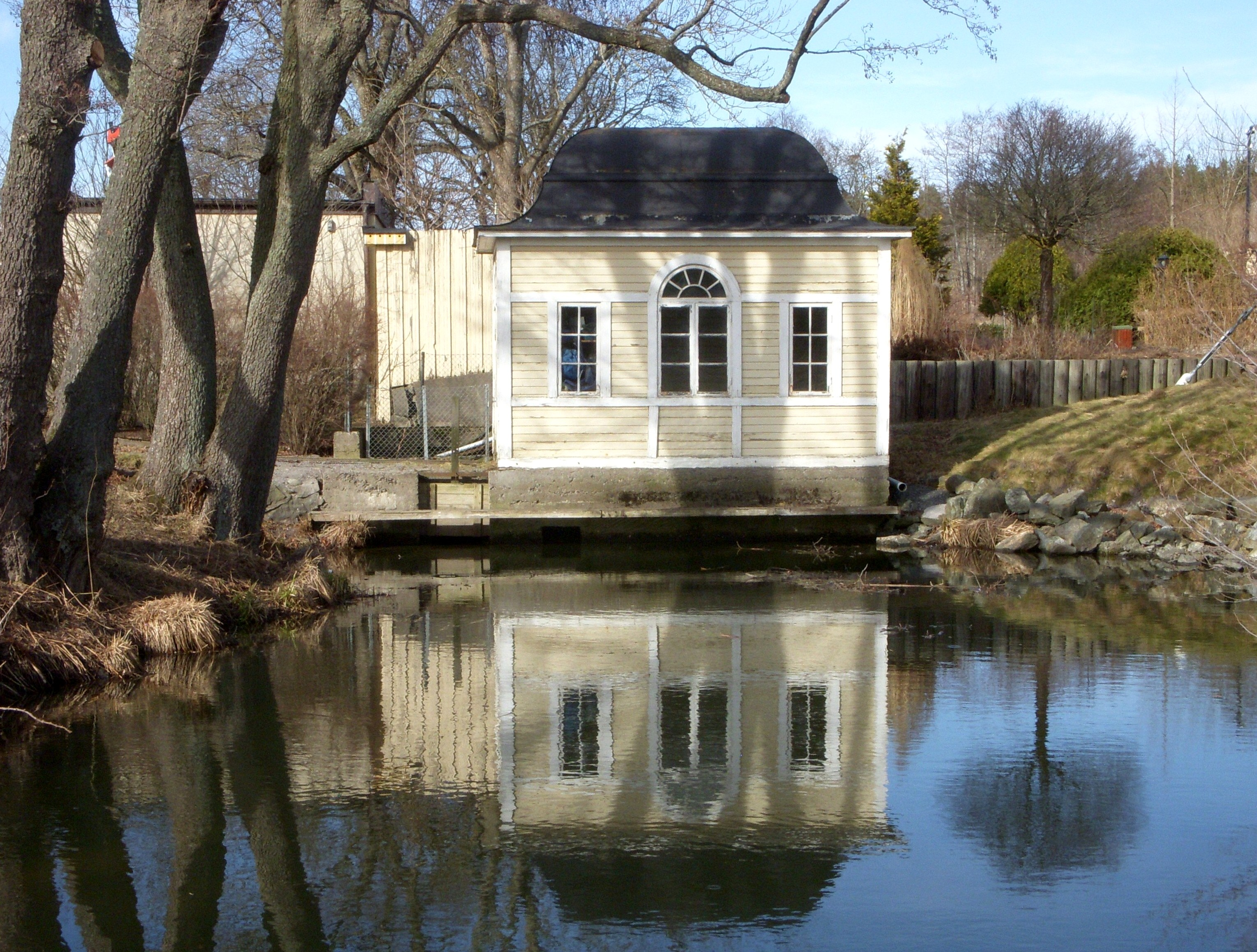
Pumphuset och dammen.
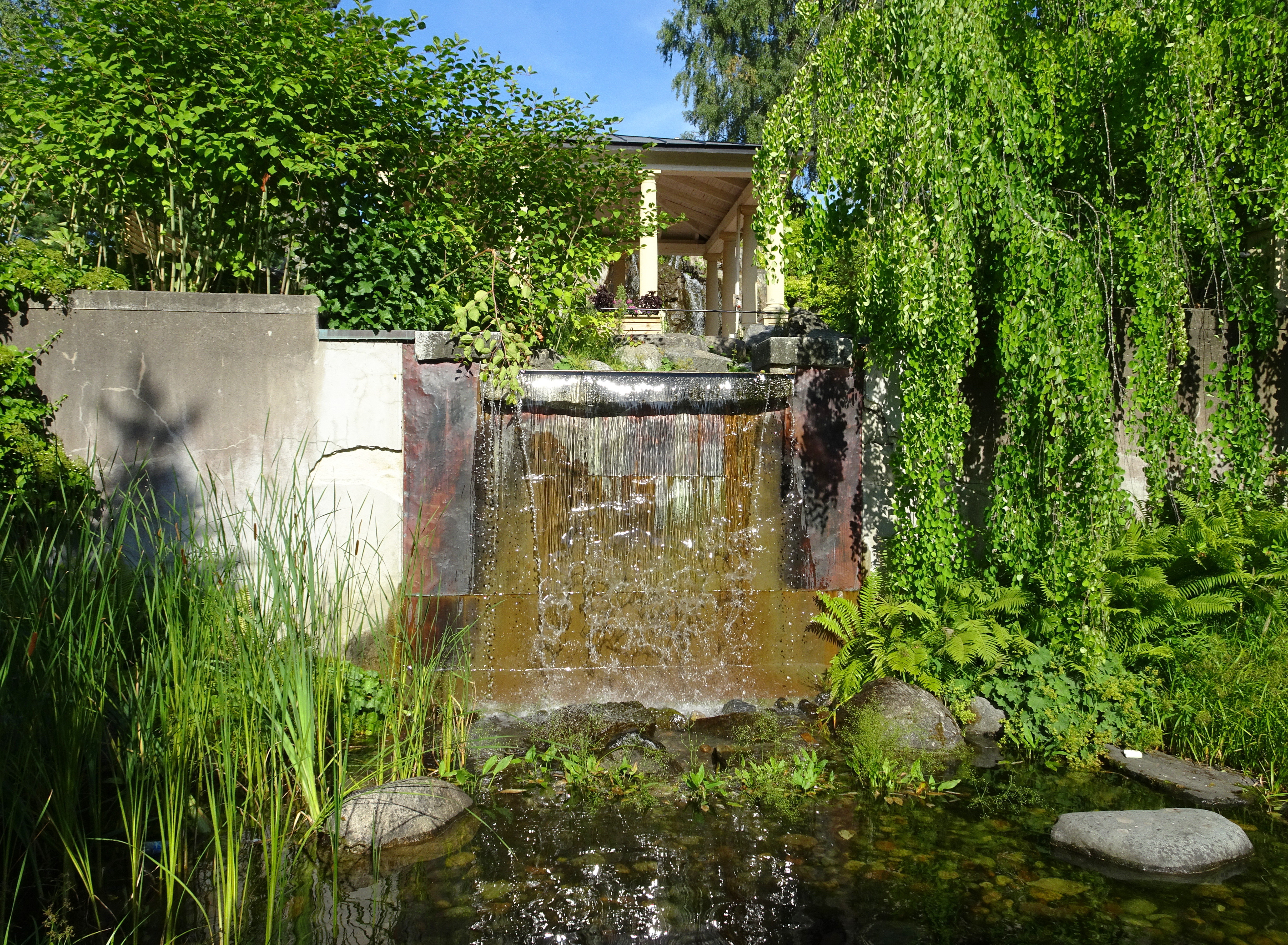
Brunnsparken.
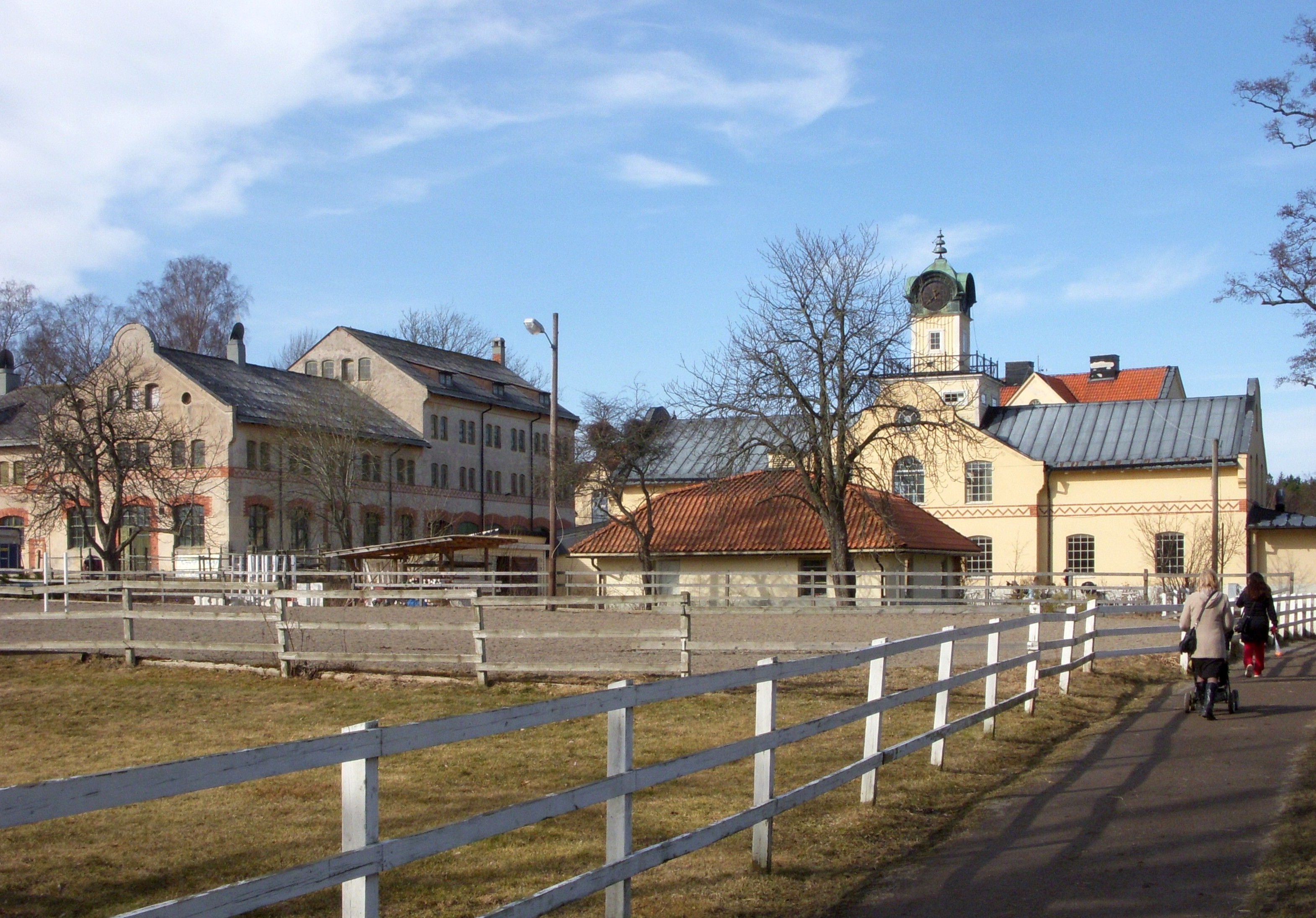
Stallet och Klockhuset.
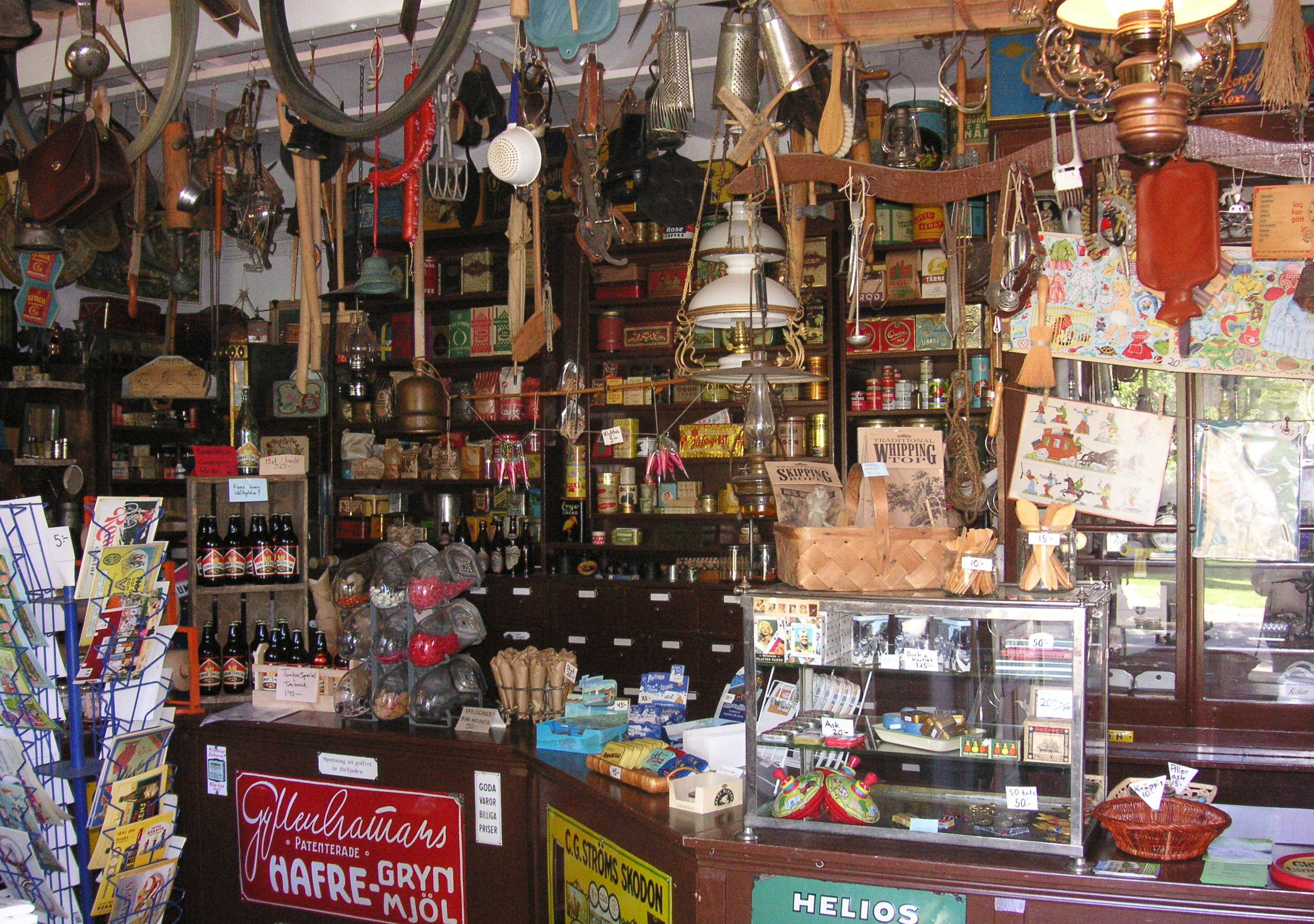
Lanthandel.

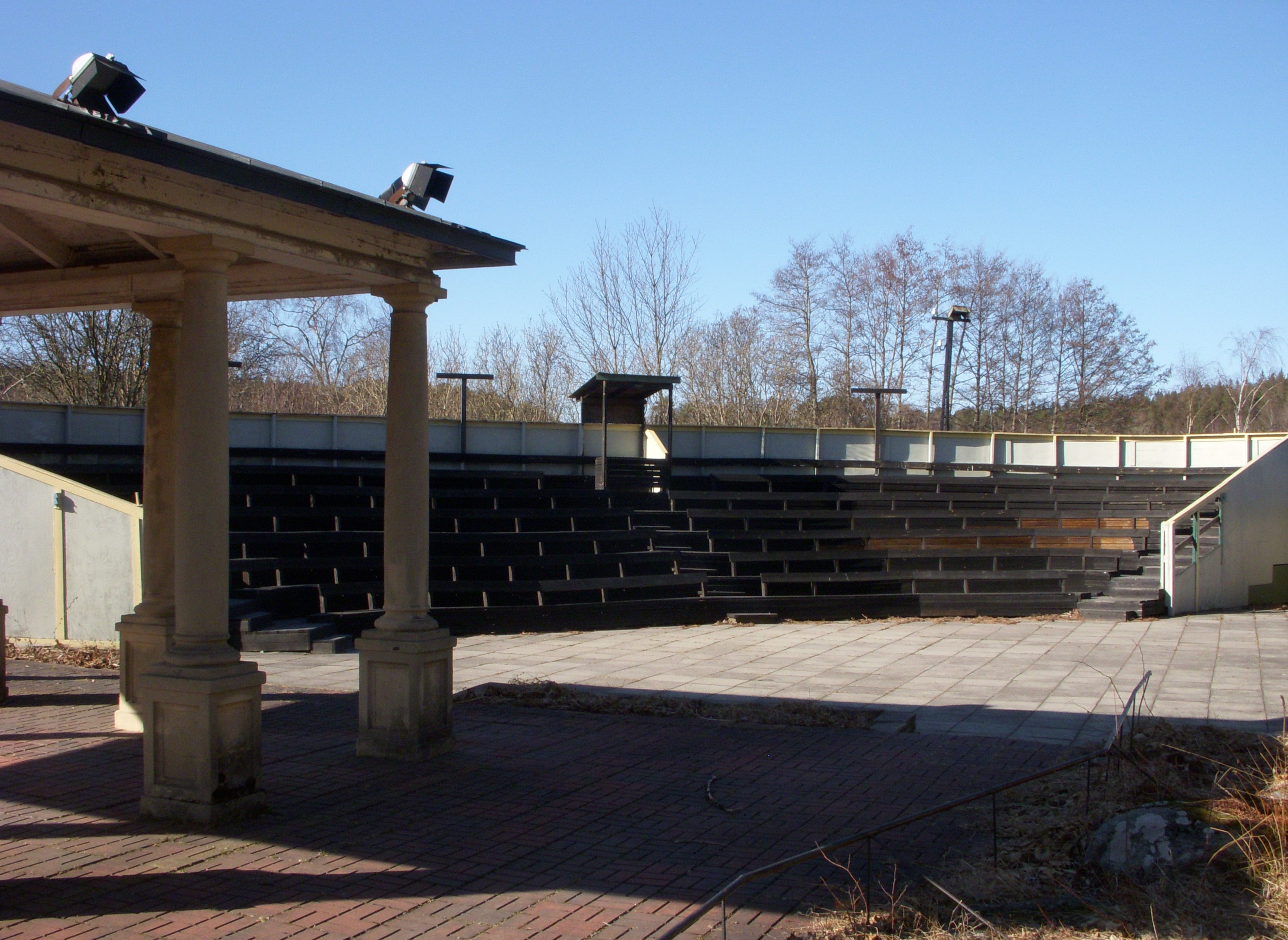
Friluftsteater.
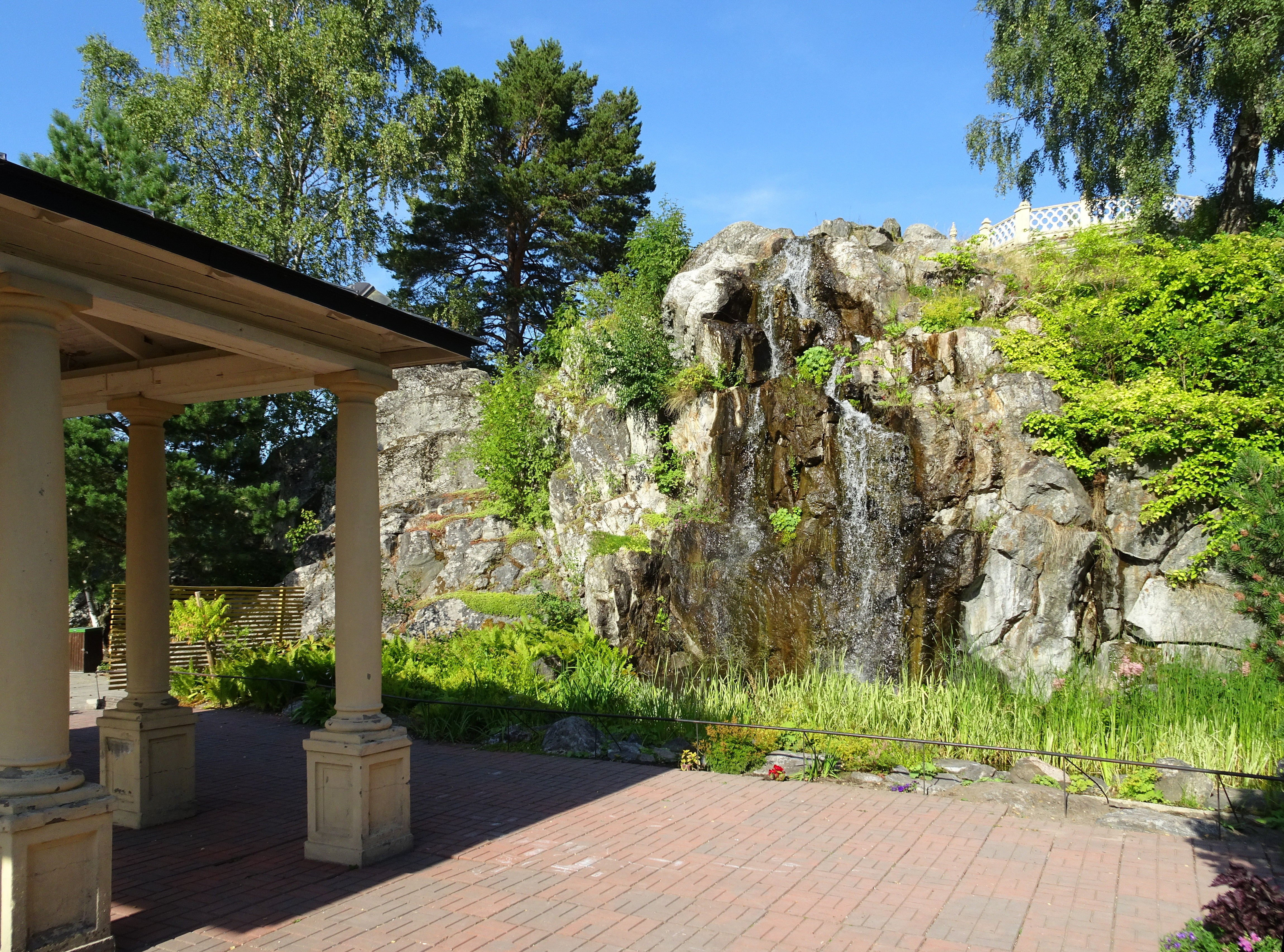
Konstgjort vattenfall.
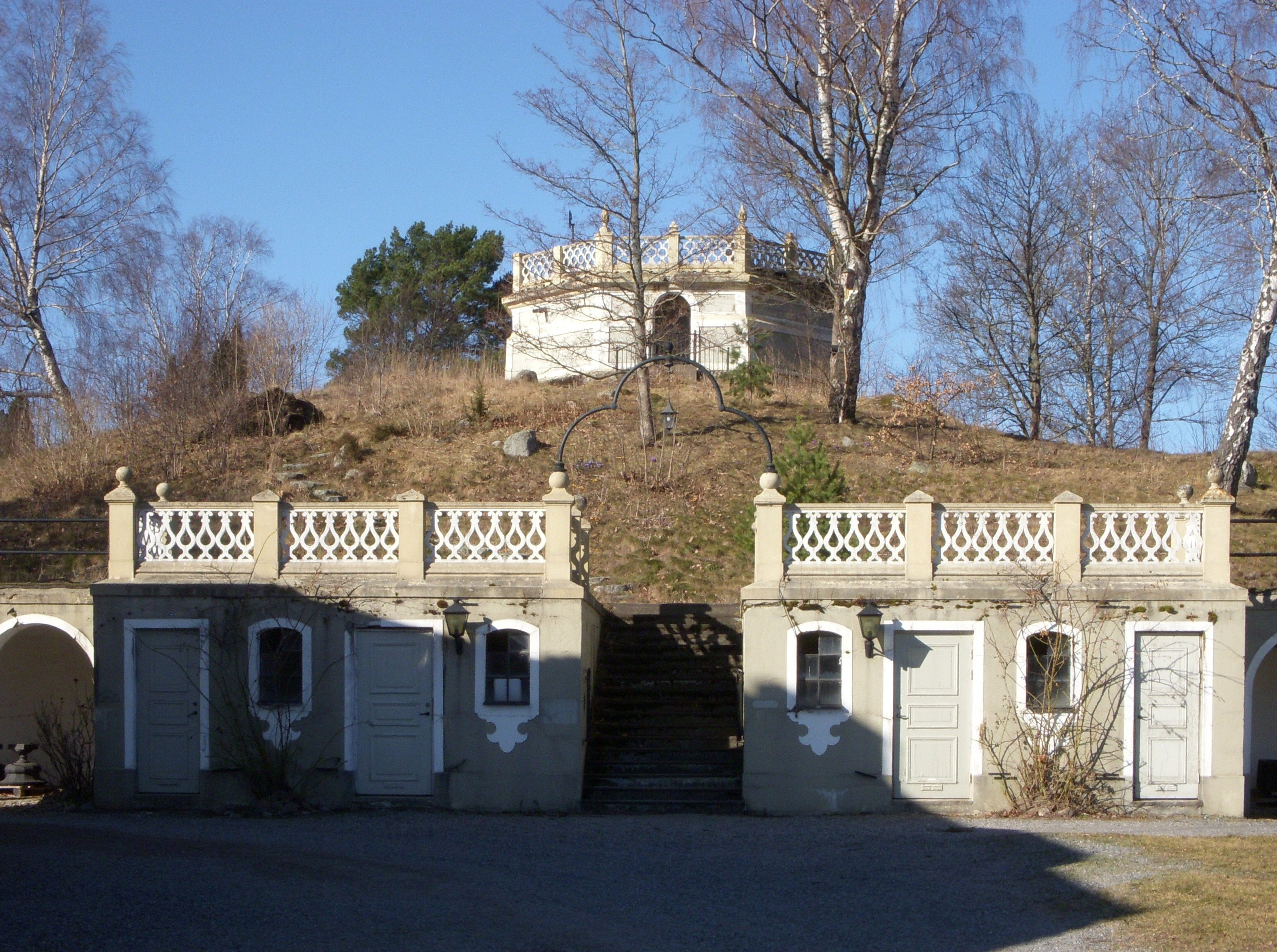
Utsiktsberget med vattentorn.
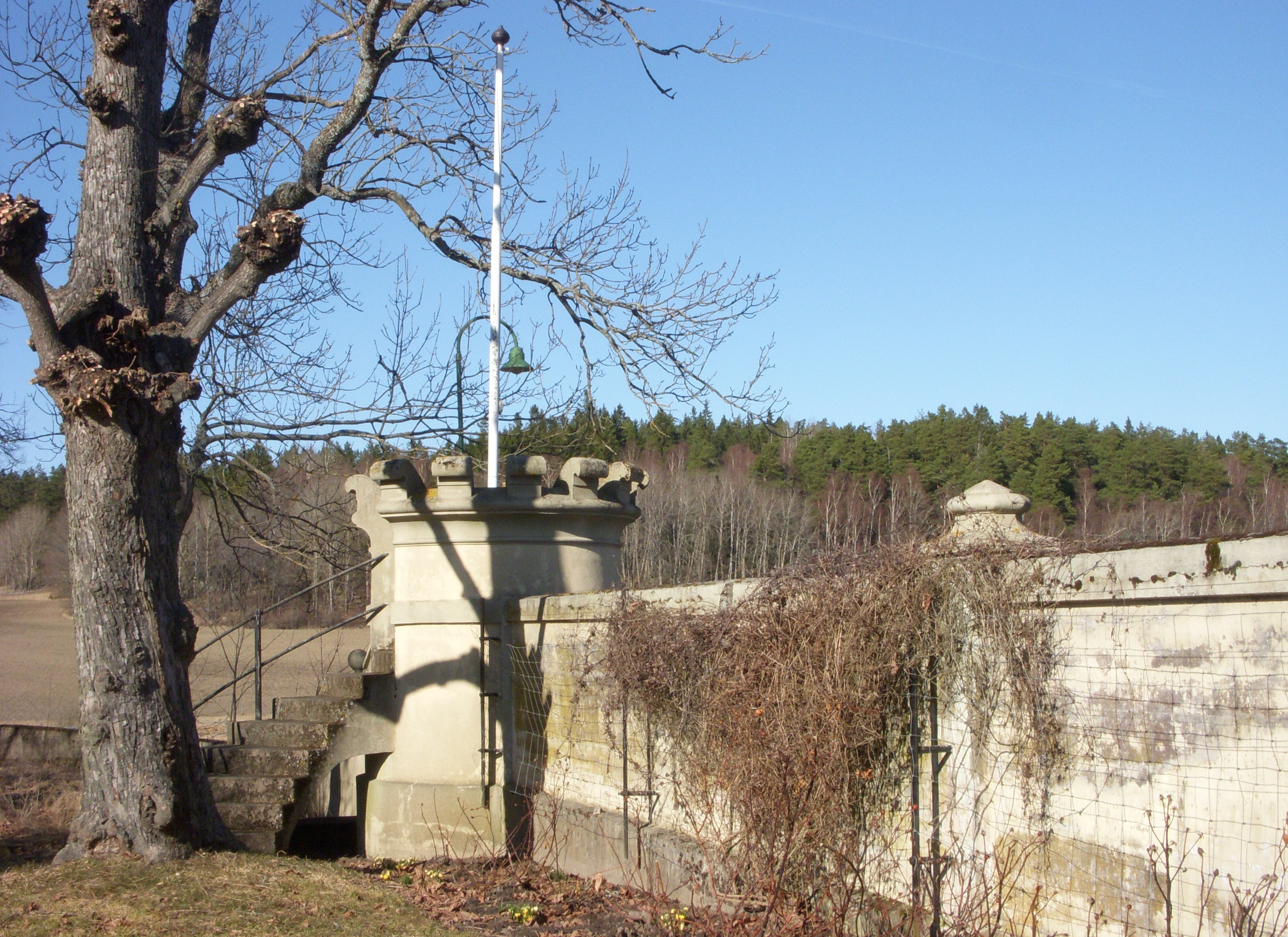
Begränsningsmur med hörntorn.
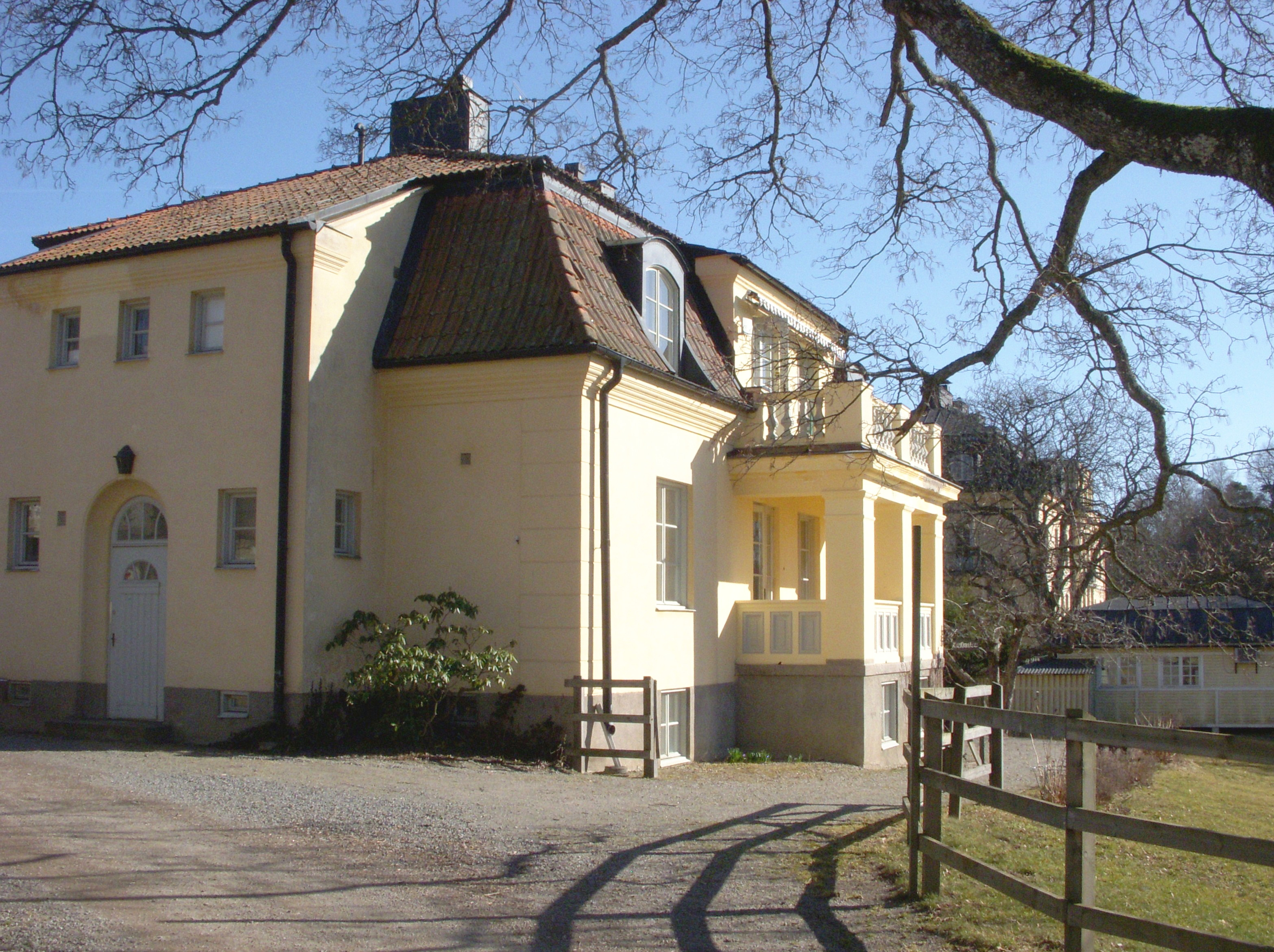
Lillgården, f.d. inspektorsbostad.